# Бюст Фердинанда Маркоса
Бюст Фердинада Маркоса — памятник президенту Филиппин, установленный с 1980 по 2002 год на склоне горы Шонтоуг недалеко от филиппинского города Багио. Скульптор — Альберто Б. Даяг.
Монумент представлял собой голову Маркоса, «вырастающую» из склона горы; при этом сам склон был оформлен как верхняя часть сорочки президента с воротником. Пустотелая бетонная конструкция высотой 30 метров возвышалась над автомобильной трассой N208 и была видна путникам, направляющимся в Багио, за 3 километра.
Построенный с 1978 по 1980 год, бюст должен был стать центральным элементом парка Маркоса площадью 300 гектар, со стадионом, конференц-залом и отелем. Для создания парка семьи проживающих здесь инибалоев были изгнаны со своих земельных наделов, получив за них смехотворную сумму. После революции народной власти 1986 года перед подачей иска о возвращении земель инибалои зарезали свинью и окропили бюст её кровью, чтобы изгнать духа диктатора.
Первая попытка подрыва монумента была предпринята в 1989 году левыми повстанцами, однако в тот раз удалось лишь проделать дыру в левом ухе скульптуры. Бюст был взорван динамитом на рассвете 29 декабря 2002 года охотниками за сокровищами, искавшими золото Ямаситы. Ныне от грандиозной головы остался лишь подбородок и несущие балки.